# أعياد يهودية

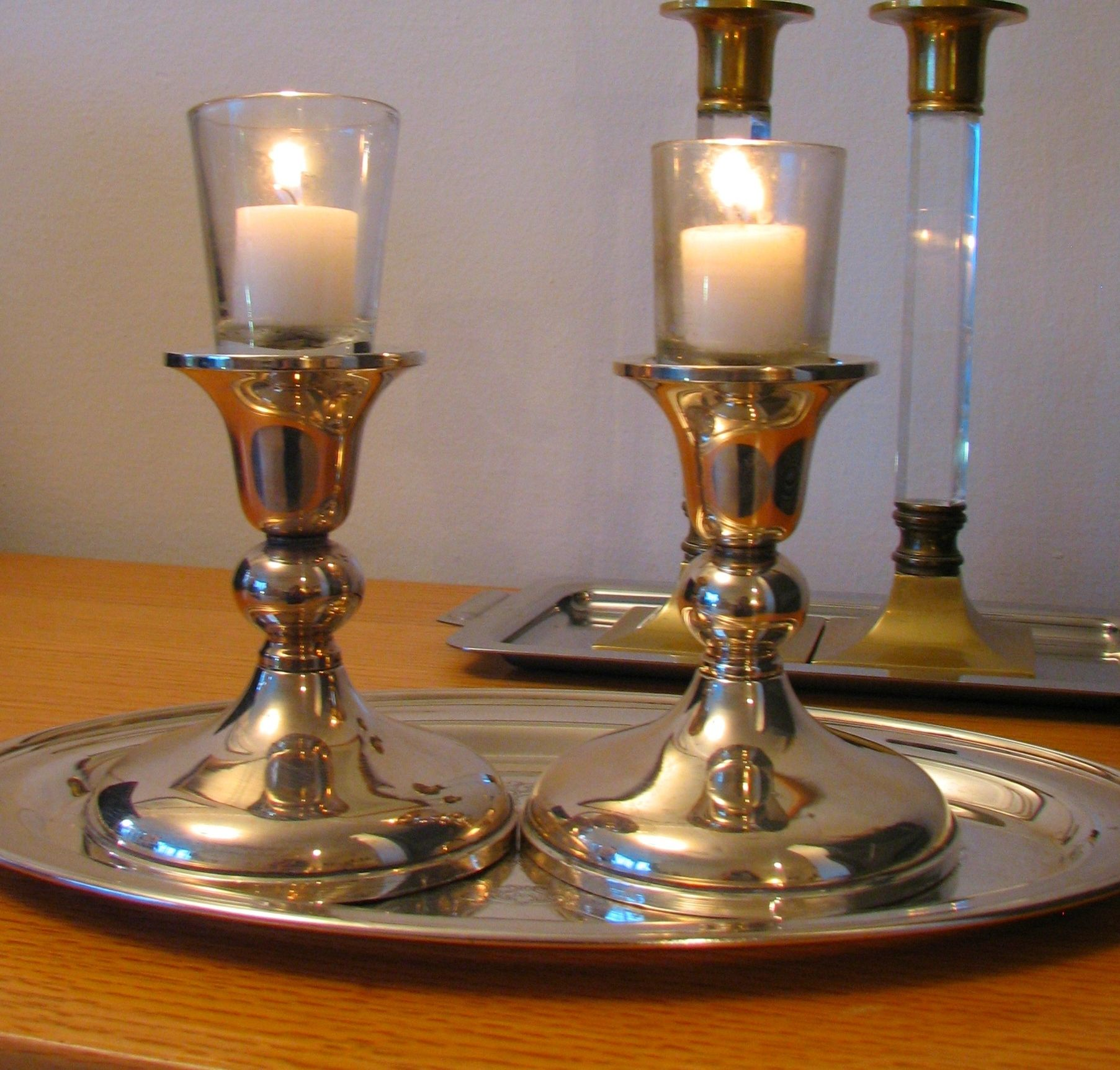

العيد اليهودي هو يوم أو سلسلة من الأيام يحتفل بها اليهود كمناسبة دينية أو دنيوية لحدث هام في التاريخ اليهودي. في العبرية يدعى العيد اليهودي يوم طوب (יום טוב; حرفيا «يوم طيب») اليوم الجيد أو الصالح، أو حاج (חג) المهرجان.
معظم الأعياد اليهودية هي ذات طابع ديني، واليهودية قديمة كفاية لتكون أكثر من ديانة فهي أيضا نظام أخلاقي أو أيديولوجية اجتماعية أو مواطنة قومية إلى حد ما، لهذا نجد في اليهودية أعياد دينية مثل عيد الفصح وعيد الكفارة والتي تلزم التوقف فيها عن القيام بمختلف الأعمال وتتطلب أيضا منهم الصيام. وهناك أيضا أعياد دنيوية مثل عيد الهانوكا {عيد الأنوار وأيضا يعرف بعيد التكريس} وعيد البوريم، وهذه الأعياد وإن كان لها مظهر ديني ألا أنها مناسبات احتفالية في جوانب دنيوية من تاريخ وتقاليد اليهود.
أكثر الأعياد قداسة عند اليهود هي تلك المذكورة في التوراة في سفري اللاويين والتثنية، بعض الأعياد أسست من قبل الحاخامات في الفترة القريبة من التاريخ اليهودي القديم، أما الأعياد الحديثة فقد أسست من قبل دولة إسرائيل بعد قيامها عام 1948 م.

## حساب الأعياد اليهودية
يتم حساب أعياد اليهود عن طريق التقويم اليهودي. يعتمد التقويم اليهودي المعاصر على خوارزمية ترصد ظهور الهلالات المشيرة إلى غرة شهر جديد، وكذلك تلائم بين الدورة القمرية والدورة الشمسية حيث يحل كل عيد في موسمه المعين كل سنة وعند ظهور صورة معينة للقمر. يشابه خوارزمية التقويم اليهودي بالخوارزمية التي تحدد موعد عيد الفصح المسيحي.
يبدأ كل من الأعياد اليهودية قبل غروب الشمس بنصف ساعة تقريبا وينتهي في اليوم التالي عند ظهور النجوم (أي 25 ساعة بالمعدل).

## قائمة الأعياد السنوية وطبيعتها
| اسم العيد بالعربية السبت           | اسم العيد بالعبرية        | طريقة لفظ الاسم العبري      | تاريخ في التقويم اليهودي         | التقويم الميلادي       | طبيعة العيد |
| ---------------------------------- | ------------------------- | --------------------------- | -------------------------------- | ---------------------- | --- |
| رأس السنة                          | ראש השנה                  | روش هشناه                   | 1-2 تشريه                        | سبتمبر أو مطلع أكتوبر  | يومي عطلة بمناسبة بداية السنة اليهودية الجديدة وموعد إكمال الخلق حسب التراث اليهودي.                                 |
| يوم الغفران                        | יום כיפור/יום הכיפורים    | يوم كيبور/يوم هكيبوريم      | 10 تشريه                         | سبتمبر أو مطلع أكتوبر  | يوم عطلة وصيام للاستغفار من الخطايا                                                                                  |
| عيد المظال/عيد العرش               | סוכות                     | سوكوت                       | 15-21 تشريه                      | نهاية سبتمبر أو أكتوبر | 7 أيام، الأول منها يوم عطلة، لإحياء ذكر سفر بني إسرائيل في البادية بعد خروجهم من مصر.                                |
| الثامن الختامي والفرح بالتوراة     | שמיני עצרת ושמחת תורה     | شميني عاتسيرت وسمحات توراه  | 22 تشريه                         | نهاية سبتمبر أو أكتوبر | يوم عطلة بمناسبة إكمال الدورة السنوية من قراءة فصول التوراة في الكنائس.                                              |
| عيد التدشين/عيد الأنوار            | חנוכה/חג האורים           | حانوكاه/حاج هاؤريم          | 25 كيسليف والأيام السبعة التالية | نهاية نوفمبر أو ديسمبر | لإحياء ذكر إعادة تدشين الهيكل الثاني أيام الحشمونيين                                                                 |
| صوم العاشر من طيفيت                | עשרה בטבת                 | عساراه بطيفيت               | 10 طيفيت                         | ديسمبر أو مطلع يناير   | صوم في ساعات النهار حدادا على بداية الحصار على أورشاليم (القدس) قبل خراب الهيكل.                                     |
| عيد الأشجار                        | ט"ו בשבט/ראש השנה לאילנות | طو بشفاط/روش هشناه لإيلانوت | 15 شفاط                          | يناير أو مطلع فبراير   | ظهور أول الزهور على الأشجار في نهاية الشتاء.                                                                         |
| عيد الفور/عيد المساخر / عيد القرعة | פורים                     | بوريم                       | 14 أو 15 أدار                    | نهاية فبراير أو مارس   | مهرجان لإحياء ذكر إنقاذ اليهود من الإبادة أيام الإمبراطورية الفارسية (حسب التراث الوارد في سفر أستير).               |
| الفصح                              | פסח                       | بيسح                        | 15-21 نيسان                      | نهاية مارس أو أبريل    | 7 أيام، الأول منها يوم عطلة، لإحياء ذكر خروج بني إسرائيل من مصر.                                                     |
| لاج باعومر                         | ל"ג בעומר                 | لاج باعومر                  | 18 أدار                          | نهاية أبريل أو مايو    | إحياء ذكر انتصار المتمردين اليهود بقيادة بار كوخفا في إحدى المعارك ضد الإمبراطورية الرومانية (القرن الثاني للميلاد). |
| عيد الأسابيع (العنصرة اليهودية)    | שבועות                    | شافوعوت                     | 6 سيفان                          | نهاية مايو أو يونيو    | يوم عطلة بمناسبة نهاية فترة الحصاد والتمتع بأول الأثمار، موعد نزول التوراة في جبل السيناء حسب التراث اليهودي.        |
| صوم ال17 من تموز                   | י"ז בתמוז                 | يود زاين بتموز              | 17 تموز                          | يوليو                  | صوم في ساعات النهار - بداية فترة الحداد على خراب الهيكل.                                                             |
| ذكرى خراب الهيكل                   | תשעה באב                  | تيشعاه بئاف                 | 9 آف                             | يوليو أو مطلع أغسطس    | صيام لمدة 24 ساعات حدادا على خراب الهيكل.                                                                            |

### أعياد إضافية في دولة إسرائيل
ينص القانون الإسرائيلي على بعض الأعياد وأيام الحداد حسب التقويم اليهودي. هذه الأعياد مقبولة لدى اليهود الإسرائيليين واليهود الصهيونيين في أنحاء العالم. هي ليست مقبولة لدى اليهود من غير الصهيونيين. يحتفل الإسرائيليين من غير اليهود بهذه الأعياد بشكل جزئي، أي يشتركون في المراسم الرسمية ولكن لا يتبنوا هذه الأعياد داخل مجتمعاتهم.
| الاسم بالعربية                     | الاسم بالعبرية            | لفظ الاسم العبري            | التقويم اليهودي | التقويم الميلادي         | طبيعة العيد |
| ---------------------------------- | ------------------------- | --------------------------- | --------------- | ------------------------ | --- |
| ذكرى إسحاق رابين                   | יום הזיכרון ליצחק רבין    | يوم هزيكارون ليتسحاق رابين  | 12 حشفان        | نوفمبر                   | إحياء ذكر اغتيال رئيس الوزراء الإسرائيلي إسحاق رابين في 4 نوفمبر 1995 في تل أبيب على يد متطرف يهودي. في إسرائيل هناك مراسم حداد رسمية، ولكن ممارسة الحداد مقبولة خاصة لدى مؤيدي الحركات اليسارية.                                                                              |
| ذكرى المحرقة والبطولة (الهولوكوست) | יום הזיכרון לשואה ולגבורה | يوم هزيكارون لشوآه ولجفوراه | 27 نيسان        | أبريل أو مطلع مايو       | إحياء ذكر اليهود ضحايا المذبحة النازية أثناء الحرب العالمية الثانية. بعض اليهود المتدينين يفضل إحياء ذكر الضحايا ضمن صوم العاشر من شهر طيفيت. |
| إحياء ذكر الساقطين في القتال       | יום הזיכרון לחללים        | يوم هزيكارون لحلاليم        | 4 أيار          | نهاية أبريل أو مطلع مايو | إحياء ذكر الجنود والمدنيين الإسرائيليين الذين سقطوا في الحروب والمواجهات القتالية |
| يوم الاستقلال                      | יום העצמאות               | يوم هعتسماؤوت               | 5 أيار          | نهاية أبريل أو مطلع مايو | إحياء ذكر إعلان دولة إسرائيل في تل أبيب في 14 مايو 1948. في إسرائيل هناك عطلة رسمية لجميع المواطنين، ولكن هذه ليست عطلة من الناحية الدينية (أي لا مانع ديني من القيام بالأعمال العادية).                                                                                       |
| يوم أورشاليم (يوم القدس)           | יום ירושלים               | يوم يروشالايم               | 28 أيار         | مايو أو مطلع يونيو       | إحياء ذكرى دخول الجيش الإسرائيلي في البلدة القديمة بالقدس ووصول الجنود إلى حائط المبكى في 6 يونيو 1967، وهو اليوم الذي وحّدت فيه إسرائيل القدس الشرقية والغربية وتطلق عليه إسرائيل توحيد القدس. في إسرائيل هناك عطلة جزئية في هذا اليوم، وهو مقبول خاصة لدى المتدينين القوميين. |

### 1-عيد رأس السنة (روش هاشانا)
يحل عيد رأس السنة العبرية بعد انتهاء شهر أيلول العبري وقد حدثت أضحية اسحاق حسب العقيدة اليهودية في رأس السنة العبرية كما أن الملائكة بشًروا سارة بولادة اسحاق في مثل هذا اليوم أيضًا.

### 2- عيد الغفران (أقدس وأهم الأعياد على الإطلاق لديهم)Yom Kippur
اليوم العاشر من الشهر السابع Tishri من التقويم اليهودي.
يوم الغفران ترجمة للإسم العبري «يوم كيبور»، وكلمة كيبور من أصل بابلي ومعناها «يطهر» والترجمة الحرفية للعبارة العبرية هي «يوم الكفارة»، ويوم الغفران هو في الواقع يوم صوم ولكنه مع هذا أضيف على أنه عيد، يطلق عليه اسم «سبت الأسبات» وهو اليوم الذي يطهر فيه اليهودي نفسه من كل ذنب. وبحسب التراث الحاخامي، فإن يوم الغفران هو اليوم الذي نزل فيه موسى من سيناء، للمرة الثانية، ومعه لوحا الشريعة حيث أعلن أن الرب غفر لهم خطئيتهم من عبادة العجل الذهبي.

### 3- عيد التدشين (حانوكة): (Hanukkah Chanukkah)
والمناسبة التاريخية لهذا العيد هي دخول يهودا الحشموني (أو المكابي) القدس وإعادته للشعائر اليهودية في الهيكل من هنا كانت تسميته بعيد التدشين. اليوم الخامس والعشرين من الشهر التاسع Kislev ويستمر ثمان أيام ولياليهم، ويسمى أيضا عيد الأضواء.

### 4- عيد المظال Sukkot
يبدأ هذا العيد في الخامس عشر من الشهر السابع Tishri، بعد عيد الغفران بخمس أيام ويستمر يوما بليلته.
عيد المظال ترجمة إلى كلمة «سوكوت» العبرية=-- هي صفة الجمع لكلمة مظلة، وعيد المظال ثالث أعياد الحج عند اليهود إلى جانب عيد الفصح وعيد الأسابيع، وقد سمي هذا العيد على مدى التاريخ بعدة أسماء من بينها «عيد السلام» و«عيد البهجة» وهو يبدأ في الخامس عشر من شهر تشرين (أكتوبر)، ومدته سبعة أيام، بعد عيد يوم الغفران والمناسبة التاريخية لهذا العيد هي إحياء ذكرى خيمة السعف التي آوت العبرانيين في العراء أثناء الخروج من مصر، وكان هذا العيد في الأصل عيداً زراعياً للحصاد، وكان يحتفل فيه بتخزين المحاصيل الزراعية الغذائية للسنة كلها، ولذا فإنه يسمى بالعبرية «حج ها آسيف» أي «عيد الحصاد» وفي إسرائيل يُحتفل باليوم الأول من أيام عيد المظال على أنه يوم مقدس.

### 5-عيد الثامن الختامي (شميني عتسيريت)
الثامن الختامي تطابق العبارة العبرية «شميني عتسيريت» وعيد الثامن الختامي عيد يهودي مستقل عن عيد المظال، ولكنه ضم إليه كيوم ثامن، ولا يعرف السبب في الاحتفال بهذا العيد، وإن كان من الواضح أنه عيد زراعي قديم، إذ يتم فيه ترديد دعاء خاص بطلب نزول المطر، وذلك أثناء دعاء الصلاة الإضافية (موساف) فقد جاء في سفر اللاويين (36/23): «في اليوم الثامن يكون لكم محفل مقدس».
ويضاف يوم تابع للاحتفال خارج فلسطين، وهو يوم بهجة التوارة (سمحات تواره) أما في فلسطين، فأنهم يختفلون ببهجة التوارة وعيد الثامن الختامي في يوم واحد.

### 6- بهجة التوراة
ترجمة لعبارة «سمحات توراه» العبرية، وهو عيد يلي اليوم الثامن الختامي (شميني عتسيديت) وهو اليوم الأخير من عيد المظال وداخل فلسطين يدمج العيدان، ويحتفل بهما في يوم واحد وهو عيد ظهر متأخرا في العراق (في القرن التاسع والعاشر) وهو أيضا اليوم الذي تختم فيه الدورة السنوية لقراءة أسفار موسى الخمسة في المعبد.
ويحتفل به داخل المعبد بأن تحمل لفائف الشريعة، ثم يتم الطواف بها سبع مرات (أما الأولاد، فإنهم يحملون الاعلام الصغيرة ويسيرون أمام الكبار) ويسمى كل طواف باسم أحد الآباء فالطواف الأول باسم إبراهيم، والثاني باسم إسحق، والثالث باسم يعقوب، والرابع باسم موسى، والخامس باسم هارون، والسادس باسم يوسف، والسابع باسم داود، ويقرأ في هذا الاحتفال آخر سفر من أسفار الخمسة، والمصلى الذي يقوم بالقراءة يطلق عليه اسم «عريس التواره» ثم يدعى مصل آخر، ويسمى «عريس سفر التكوين» ليبدأ الدورة السنوية لقراءة أسفار موسى الخمسة مرة أخرى، يسمى القارئ باسم العريس لأن التوارة عروس جماعة يسرائيل وكل قراءة جديدة هي بمثابة حفل عرس متجدد.
وقد سمى هذا العيد بعدة تسميات، إلى أن استقر اسمه على ما هو عليه ففي فترة التلمود، كان يسمى «آخر أيام العيد» وعلى أيام الفقهاء (جاءوينم) كان يسمى (يوم الكتاب) و (يوم النهاية) ولم يسم (سمحات توراه) الإ في آخر أيام هؤلاء الفقهاء.
يأتي في 23 و22 من شهر Tishri أي بعد Sukkot بسبعة أيام يكون عيد Shemini Atzeret وهو في الأراضى المحتلة نفس عيد Simchat Torah، وخارجها يكون Simchat Torah اليوم الثاني فقط من Shemini Atzeret أي يوم 23 فقط.
Tu B'Shevat الخامس عشر من شفاط 6-
في الخامس عشر من الشهر 11 Shevat، ويعرف أيضا باسم عام الأشجار الجديد

### 7- عيد النصيب
هو الاسم العربي لعيد البوريم، و"بوريم" كلمة عبرية مشتقة من كلمة "بور" أو "نور" البابلية ومعناها "قرعة" أي نصيب".
وكان عيد النصيب يدعي أيضا «يوم مسروخت» إشارة إلى «الباروكة» التي كان يرتديها الشخص في عيد النصيب في القرن الأول قبل الميلاد (وقد سمى العرب هذا العيد «عيد الشجرة» أو «عيد المساخر» وعيد النصيب يحتفل به في الرابع عشر من آذار «فبراير» وهو عيد بابلي، كانت الآلهة البابلية تقرر فيه مصير البشر.
ويوم الرابع عشر من آذار هو اليوم الذي أنقدت فيه إستير يهود فارس من المؤامرة التي دبرها هامان لذبحهم ولهذا ففي اليوم الذي يسبق العيد يصوم بعض اليهود ما يسمى «صوم (تعنيت) إستير» إحياء لذكرى الصوم الذي صامته إستير وكل اليهود في شوشانه قبل ذهابها إلى الملك تستعطفه لإلغاء قرارات هامان (حسب الرواية التوراتية)، وكان قد تقرر بالقرعة (أي النصيب) أن يكون يوم الذبح في الثالث عشر من آدار ومن هنا التسمية.
يحتفل به في 14 Adar أي غالبا في مارس
- Jewish Year 5764: sunset March 6، 2004 - nightfall March 7، 2004
- Jewish Year 5765: sunset March 24، 2005 - nightfall March 25، 2005
- Jewish Year 5766: sunset March 13، 2006 - nightfall March 14، 2006
- Jewish Year 5767: sunset March 3، 2007 - nightfall March 4، 2007
- Jewish Year 5768: sunset March 20، 2008 - nightfall March 21، 2008

### 8- عيد الفصح «بيساح»: Pesach
عيد الفصح أو «عيد الفسح» هو المصطلح العربي المقابل للكلمة العبرية «بيساح» ويبدأ عيد الفصح في الخامس عشر من شهر نيسان ويستمر سبعة أيام في - فلسطين - (وعند اليهود الإصلاحيين) وثمانية أيام عند اليهود المقيمين خارج فلسطين.
ويحرم العمل في اليومين الأول والأخير (وفي اليومين الأولين واليومين الأخيرين خارج فلسطين) وتقام الاحتفالات طوال الأيام السبعة أما الأيام الأربعة الوسطي فيلتزم فيها بتناول خبز الفطير.
- Jewish Year 5764: sunset April 5، 2004 - nightfall April 13، 2004
- Jewish Year 5765: sunset April 23، 2005 - nightfall May 1، 2005
- Jewish Year 5766: sunset April 12، 2006 - nightfall April 20، 2006
- Jewish Year 5767: sunset April 2، 2007 - nightfall April 10، 2007
- Jewish Year 5768: sunset April 19، 2008 - nightfall April 27، 2008

### Shavu'ot- 9 - عيد الاسابيع
عيد الاسابيع" يشار إليه بالعبرية بكلمة "شفوعوت" أي "الأسابيع"، وعيد الأسابيع أحد الأعياد اليهودية المهمة، فهو من أعياد الحج الثلاثة مع عيد الفصح وعيد المظال جبناً إلى جنب ويأتي هذا العيد بعد سبعة أسابيع من عيد الفصح ومن هنا تأتي تسميته، ولهذا العيد مناسبة تاريخية، وهي نزول التوارة والوصايا العشر على موسى فوق جبل سيناء
- Jewish Year 5764: sunset May 25، 2004 - nightfall May 27، 2004
- Jewish Year 5765: sunset June 12، 2005 - nightfall June 14، 2005
- Jewish Year 5766: sunset June 1، 2006 - nightfall June 3، 2006
- Jewish Year 5767: sunset May 22، 2007 - nightfall May 24، 2007
- Jewish Year 5768: sunset June 8، 2008 - nightfall June 10، 2008

من اين ياتون بالأولاد الآن وماهى جنسياتهم هل هم أمريكان وكيف تتم الطقوس من غير وجود الضحية. وكم طفل سقط حتى الآن منذ تاريخ باية العيد

### 10- يوم التاسع من آب (Tisha B'Av)
هو عيد التاسع من آف وعادة ما يقع في شهر أغسطس
التاسع من آف«ترجمة لعبارة تشعاه بآف» العبرية وهو يوم صوم وحداد عند اليهود في ذكرى سقوط أورشليم وهدم الهيكلين الأول والثاني (وهما واقعتان حدثتا في التاريخ نفسه تقريبا حسب التصور اليهودي) وتربط التقاليد بين هذا التاريخ وكوارث يهودية أخرى يقال إنها وقفت في اليوم نفسه، حتى وإن كان الأمر ليس كذلك، مثل: سقوط قلعة بيتار (135 م)، وطرد اليهود من إنجلترا (1290)، وطردهم من إسبانيا (1462).
وفي التاسع من آب، يحرم الاستحمام والأكل والشرب والضحك والتجمل، ولا يحيى المصلون بعضهم البعض في ذلك اليوم، وقد اقترح مناحيم بيغن أن يحتفل بذكرى الإبادة في التاسع من آب، ولكن المؤسسة الدينية رفضت اقتراحه بدعوى أن التاسع من آب مناسبة دينية، أما الإبادة فليست كذلك.
- Jewish Year 5764: sunset July 26، 2004 - nightfall July 27، 2004
- Jewish Year 5765: sunset August 13، 2005 - nightfall August 14، 2005
- Jewish Year 5766: sunset August 2، 2006 - nightfall August 3، 2006
- Jewish Year 5767: sunset July 23، 2007 - nightfall July 24، 2007
- Jewish Year 5768: sunset August 9، 2008 - nightfall August 10، 2008

### 11- Yom Ha-Zikkaron يوم الذكرى
يوم الذكرى" هو ترجمة لعبارة "يوم هازيكارون" العبرية، ويوم الذكرى هو يوم يقيمه المستوطنون الصهاينة قبل يوم 5ايار، وهو اليوم الذي يحتفلون فيه بعيد الاستقلال ويكرس هذا اليوم لذكرى الجنود الذين سقطوا في حرب 1948 والحروب التي تلتها ويبدأ هذا اليوم بإطلاق صفارة إنذار في كل أنحاء الدولة في مغرب اليوم السابق، فتنكس الأعلام، وتغلق دور اللهو بأمر القانون، وتقام الصلوات في المعابد اليهودية وتوقد الشموع فيها كما تعلن صفارات الإنذار في الصباح عن دقيقتي حداد يتوقف فيهما النشاط تماماً في دولة إسرائيل بكاملها، ثم تطلق صفارة إنذار أخرى للإعلان عن انتهاء اليوم وبداية عيد الاستقلال.

### 12- عيد الاستقلال Yom Ha-Atzmaut
«عيد الاستقلال» ترجمة لعبارة «يوم هاعتسماءوت» العبرية و«عيد الاستقلال» هو العيد الذي يحتفل فيه الإسرائيليون بإنشاء الدولة الصهيونية (يوم 14 مايو حسب التقويم الميلادي، 5 آيار حسب التقويم اليهودي) ويشير له الفلسطينيون بيوم «النكبة»، باعتبار أنه ذكرى ما حل بهم من تشريد نتيجة لاغتصاب المستوطنين الصهانية لوطنهم، وإذا كان 5 آيار يوم جمعة أو سبت فإن الاحتفال بالعيد يكون يوم الخميس الذي يسبقه ويكون عطلة رسمية في إسرائيل وتبدأ احتفالات العيد على جبل هرتزل في القدس بجوار مقبرته، ويبدأ المتحدث باسم الكنيست الاحتفال بأن يوقد شعلة، ثم اثنتى عشرة شعلة أخرى رمزاً للقبائل العبرية الاثنتى عشرة، ثم يسير حملة المشاعل في استعراض وكان الاستعراض العسكري للقوات المسلحة الإسرائيلية، والذي كانت تعرض فيه أحدث الأسلحة التي حصلت عليها الدولة، ويعتبر العرض أهم فقرات الاحتفال، ولكنه توقف بعد عام 1968، وقد حل محله الآن استعراض عسكري لفصائل الجدناع وتقام احتفالات رياضية وراقصة، كما تمنح جوائز إسرائيل في ذلك اليوم وينتهى الاحتفال بإطلاق المدافع على أن يكون عدد الطلقات مساوياً لعدد سنين الاستقلال.

### 13- ذكرى المذبحة النازية Yom Ha-Shoah
يقع في 27 نيسان، و"Shoah" تعنى المذبحة في العبرية. وهذا اليوم لذكرى ضحايا مذبحة Holocaust النازية......
وتسمى هذه الذكرى ب ذكرى الكارثة والبطولة

### 14- عيد الشجرة (طو بشفاط)
طو بشفاط (الخامس عشر من شهر شباط حسب التقويم العبري) هو عيد الأشجار ويحل عادة في شهر يناير كانون الثاني أو فبراير شباط. وقد ورد ذكر هذا العيد في مصادر تفسير التوراة على أنه رأس السنة لأشجار الفاكهة إلا أنه غير مرتبط بأي احتفالات أو طقوس دينية.
- الدين والثقافة اليهودية الإسرائيلية القديمة موقع إسرائيل الحضارة والتأريخ
- الموقع الرسمي لوزارة الخارجية الإسرائيلية بالغة العربية